# Pelle (album)
Pelle è il quinto album del gruppo punk italiano Punkreas, pubblicato il 18 febbraio 2000.
L'album vendette circa 35 000 copie, guadagnando ai Punkreas inviti per l'Heineken Jammin' Festival e l'Independent Days Festival, durante i quali hanno suonato con Rage Against the Machine, blink-182, Limp Bizkit e Deftones.

## Critica
In questo disco la musica del gruppo diventa più ragionata e raffinata grazie all'accresciuta capacità del gruppo e la protesta sociale è meno presente.
Nonostante questo il gruppo affronta temi molto diversi, tra i quali il porto d'armi negli USA in Voglio armarmi, l'immigrazione in Zingari, la NATO in Terrorista N.A.T.O..

Nell'album sono presenti anche due tracce con marcati elementi reggae/ska, Terzo mondo e Sotto esame.

## Tracce
1. Voglio armarmi – 2:50
2. Sosta – 3:06
3. Sotto esame – 3:36
4. Fegato e cuore – 2:50
5. Terzo mondo – 4:41
6. Terrorista N.A.T.O. – 2:24
7. Cosciente – 2:39
8. Zingari – 3:49
9. Pirati – 2:42
10. Tolleranza zero – 3:50

## Formazione
- Cippa – voce
- Noyse – chitarra
- Flaco – chitarra
- Paletta – basso
- Mastino – batteria